# Embryo (1976)

Rock Hudson em uma cena do filme

Embryo é um filme de terror e ficção científica de 1976, que tem como atores Rock Hudson e Barbara Carrera e foi dirigido por Ralph Nelson. Pertence atualmente ao domínio público por conta de falta de comprovação de direitos autorais.